# Bidun
Bidun (arabisch بِدون, DMG bidūn; auch Bidoun, Bidoon, Bedun) sind staatenlose Menschen in der arabischen Welt. Das Wort rührt vom arabischen bidūn dschinsiyya (arabisch بدون جنسية ‚staatenlos‘) her. Der Begriff wie die Erscheinung ist vor allem in Kuwait und den Vereinigten Arabischen Emiraten anzutreffen, ebenso in Bahrain. Obwohl viele Bidun nomadische Beduinen sind, sind die beiden Begriffe deutlich zu unterscheiden.

## Geschichte
Die ersten Bidun waren Araber, die aufgrund von Analphabetismus, Wohnsitzlosigkeit, Armut und mangelndem Zugang zu Behörden nicht in der Lage waren, sich vor 1920 als Bürger registrieren zu lassen. Die ungesicherten Grenzen Kuwaits trugen ebenso zur Staatenlosigkeit einiger Einwanderer bei. Der Bidunstatus wird vererbt, sie dürfen weder Militärdienst leisten, noch Eigentum erwerben. In den Vereinigten Arabischen Emiraten, wo sie ein Viertel der Bevölkerung ausmachen, dürfen sie keinen Führerschein erwerben, nicht zur Schule gehen, nicht standesamtlich heiraten sowie keine Krankenversicherung abschließen.
Des Weiteren können auch Staatsbürger der arabischen Monarchien staatenlos (Bidun) werden, indem die Regierung ihnen die Staatsangehörigkeit entzieht. Dies ist eine typische Vorgehensweise der arabischen Behörden, um Regierungskritiker und deren Angehörige zu unterdrücken.
Proteste von Bidun spielten auch während des Arabischen Frühlings eine Rolle.

## Vermeintliche Staatsbürgerschaft durch das Economic Citizenship Program der Union der Komoren
Die Regierung der Vereinigten Arabischen Emirate hat im Jahr 2008 mit der Union der Komoren ein Abkommen über den Kauf von Reisepässen für die Bidun geschlossen. Die Vereinigten Arabischen Emirate zahlten der Union der Komoren dafür 200 Millionen US-Dollar.
Die komorischen Reisepässe stellten die Bidun vor ein neues Problem. Diese berechtigen die Person nicht zur vollen komorischen Staatsbürgerschaft. Nachdem die Bidun die komorischen Reisepässe erhalten hatten, galten sie „nicht mehr als staatenlos“, aber die Union der Komoren untersagt ihnen ausdrücklich die Einreise. Die neuen Reisepässe machten die Bidun des Weiteren anfällig für die Abschiebung aus ihrem Heimatland. Die vermeintliche Lösung der Staatenlosigkeit durch „Staatsbürgerschaft“ im Rahmen eines Investitionsprogramms ist äußerst problematisch. Keines der Länder sieht die Bidun als ihre Staatsbürger an. Aufgrund dieser Problematik wird den Bidun zudem keine Einreise in die anderen Länder der arabischen Golf-Region gewährt.

## Beendigung des Economic Citizenship Programs durch die Union der Komoren
Als der neue komorische Präsident Azali Assoumani sein Amt am 26. Mai 2016 antrat, wurde das Economic Citizenship Program der Komoren aufgrund von Missbrauch und Unterschlagung öffentlicher Mittel eingestellt. Im Januar 2018 kündigten das Innenministerium und das Außenministerium der Union der Komoren offiziell an, dass keine Reisepässe mehr ausgestellt würden. Die komorische Regierung gab an, dass im Rahmen des Economic Citizenship Programs insgesamt 52.000 Pässe verkauft worden seien. Ferner bestätigte die Regierung der Komoren die Annullierung von normalen Reisepässen, die Ausländern zu Unrecht zugeschrieben wurden, einschließlich einiger Diplomatenpässe. Heute tragen mehr als 40.000 Menschen in den Vereinigten Arabischen Emiraten komorische Reisepässe, welche zwischen den Jahren 2016 und 2021 ihre Gültigkeit verloren haben und nicht erneuert werden konnten. Die Bidun leben seither wieder staatenlos in ihren Heimatländern.
Kinder staatenloser Eltern haben keine Möglichkeit, die Staatsbürgerschaft der Vereinigten Arabischen Emirate zu beantragen oder zu erhalten. Dies gilt unabhängig davon, wie lange ihre Eltern dort gelebt haben. In den Vereinigten Arabischen Emiraten gibt es keine Meinungsfreiheit. Es ist nicht erlaubt, über dieses Thema zu sprechen. Regierungskritiker und deren Angehörige werden behördlich verfolgt.

## Politische Verfolgung durch Entzug der Identitätsdokumente
Die Behörden der Vereinigten Arabischen Emirate haben damit begonnen, die Geburtsurkunden der Bidun einzuziehen. Hintergrund ist der Wegfall des Economic Citizenship Programs der Union der Komoren. Zuvor hatten die Vereinigten Arabischen Emiraten ihre Bidun als komorische Staatsangehörige deklariert, obwohl die Bidun auch dort niemals eingebürgert wurden. Das neue Ziel der VAE ist es, die Bidun als illegale Einwanderer zu deklarieren. Damit die Bidun ihre Staatenlosigkeit nicht mehr nachweisen können, ziehen die emiratischen Behörden die Geburtsurkunden bei Vorlage ein und vernichten diese. Ersatzdokumente werden für die Bidun nicht ausgestellt.